# 紅褐短吻獅子魚
紅褐短吻獅子鱼，为輻鰭魚綱鮋形目杜父魚亞目狮子鱼科的其中一種。分布於西北太平洋區的鄂霍次克海海域，為深海魚類，體長可達35公分，棲息在水深72至1950公尺的水域，生活習性不明。